# Panguingue
Panguingue (ausgesp. „pan-gienie“; Tagalog Pangginggí) auch Pan, ist ein Glücksspiel und Kartenspiel aus dem 19. Jahrhundert, vermutlich von den philippinischen Inseln. Es ist eine Erweiterung von Conquian, dem ältesten Rummy-Spiel. Panguingue wurde erstmals 1888 in den Philippinen in spanischer Sprache beschrieben, in englischer Sprache zuerst 1905 in Amerika. Es war früher besonders beliebt in Las Vegas und anderen Casinos im amerikanischen Südwesten. Seine Popularität hat abgenommen und es ist jetzt nur noch in einer Handvoll Casinos in Kalifornien zu finden, in Hausspielen und auf Online-Pokerseiten. In Kalifornien waren Panguingue und die Low-Ball-Version von Poker die einzigen Spiele, bei denen es legal war, um Geld zu spielen.

## Spielmaterial
In Amerika wird das Spiel traditionell mit einem Kartenspiel mit 320 Karten gespielt, das aus acht Kartenspielen besteht, wobei alle Achten, Neunen, Zehnen und Joker entfernt werden, wodurch es dem spanischen Kartenspiel mit 40 Karten ähnelt. In manchen Gegenden werden 5, 6 oder 11 Kartenspiele verwendet und oft wird ein Pik-Satz entfernt.
Auf den Philippinen wird anstelle des anglo-amerikanischen Kartenspiels traditionell das ursprüngliche spanische Kartenspiel mit 40 Karten verwendet, mit Ass, 2–7, Bube, Ritter (anstelle der Dame) und König.

## Spielverlauf
Jeder zahlt einen Einsatz von einem Chip, der als „Top“ bezeichnet wird. Der Wert des Tops bestimmt den Wert aller Einsätze im Spiel. Einige Spiele mit hohen Einsätzen werden mit einem Einsatz von zwei Chips gespielt, der als „Double Tops“ bezeichnet wird. Geben und Spielen erfolgt gegen den Uhrzeigersinn. Jeder erhält 10 Karten. Mit Vorhand beginnend, legt jeder Spieler entweder seine Hand ab („going out on top“) oder stimmt zu, zu spielen. Der Spieler, der ablegt, verliert seinen Top. Wenn alle bis auf einen ablegen, erhält der letzte Spieler die Tops und das Spiel ist zu Ende. Bei einigen Spielen wird nach Vereinbarung kein Einsatz verwendet. Die Spieler zahlen lediglich Punkte, die als „Bohnen“ bezeichnet werden, an andere Spieler, wenn sie Meldungen auf das Brett legen. Wenn der Spieler seine Bohnen nicht vor dem Ablegen anfordert, sind die anderen Spieler nicht verpflichtet, sie zu zahlen.
Die Spieler versuchen, Meldungen zu bilden. Eine Meldung besteht aus Sätze von drei oder vier Karten verschiedener Farben aber desselben Rangs (z. B. drei 6er) oder in einer Reihenfolge (3, 4, 5) derselben Farbe (Solche Sequenzen werden „Ropes“ oder „Stringers“ genannt). Eine Ausnahme sind Asse und Könige (nicht-Comoquer), von denen drei eine Meldung bilden können (z. B. zwei Herz-Asse und ein Karo-Ass).
Bestimmte Meldungen werden „Bedingungen“ („Conditions“) genannt und führen bei ihrer Bildung dazu, dass alle aktiven Spieler (die nicht als Erster aufgelegt haben) Chips an den Melder zahlen.
Beim Spiel zu zweit ist eine alternative Methode zum Punktezählen die „Set Over“-Methode. Anstatt sich gegenseitig Bohnen zu zahlen, beginnt jeder Spieler mit einem Stapel Bohnen zu seiner Linken und zahlt sich dann beim Ausspielen von Meldungen Bohnen aus. Diese Bohnen bleiben bei den Meldungen, bis sie am Ende der Hand nach rechts übertragen werden. Der erste Spieler, der seinen Stapel von links nach rechts bewegt, ist der Gewinner.
Zwei von drei Karten in einem sog. „Valle“ Satz werden als „Wagon“ bezeichnet. Wenn man im Laufe einer Hand keinen „Wagon“ mit einem passenden Pik spielen kann, ist man „Peckered“.
Wenn man eine spielbare Meldung beim Geben erhält, nennt man das je nach Wert ein „Patsy“ mit einer, zwei oder vier Bohnen.

### Bedingungen
In Panguingue werden 3er, 5er und 7er auch als „Valle“-Karten oder Wertkarten bezeichnet (Valle = „value“ auf Englisch, d. h. „Wert“). Die folgenden Meldungen sind Bedingungen (haben einen Wert):
- Ropes (Sequenzen), die (nur) mit einem Ass oder einem König enden (Wert ist 1 in jeder Farbe außer Pik, 2 in Pik)
- Meldungen mit Valle-Satz in 3 verschiedenen Farben (1)
- Meldungen mit Valle-Satz in 3 derselben Farbe (2 in jeder Farbe außer Pik, 4 in Pik), auch „Bong“ genannt
- Meldungen mit Rang in 3 Nicht-Valle-Karten derselben Farbe (1 in jeder Farbe außer Pik, 2 in Pik).

Zusätzliche Karten in einer Meldung derselben Farbe sind zusätzliche Punkte wert.

### Spielen
Das Spiel besteht darin, die oberste Karte des Stapels oder Ablagestapels zu nehmen. Sobald ein Spieler den Stapel berührt, darf er nicht mehr den Ablagestapel verwenden. Die Karte muss in einer gültigen Meldung verwendet werden (die auf den Tisch gelegt werden muss) oder sofort abgelegt werden (anders als bei anderen Rommé-ähnlichen Spielen kann man die Karte nicht zu Hand hinzufügen und eine andere ablegen). Wenn eine Karte abgelegt wird, die zu einer offenen Meldung passt, muss diese Karte verwendet werden („Forcing“). Abgelegte Karten, die auf die Meldungen des nächsten Spielers gespielt werden, können dem nächsten Spieler aufgezwungen werden, wenn sie vom Stapel genommen und nicht aus der Hand eines Spielers abgelegt wurden.
Zu beachten ist, dass ein Spieler keine Meldung oder Bedingung ablegen (und/oder Chipzahlungen einsammeln) kann, wenn er nicht die oberster Karte des Stapels bzw. Ablagekarten verwenden kann.
Wenn ein Spieler 11 Karten meldet – seine ursprünglichen zehn plus eine weitere (Ausscheiden), erhält dieser Spieler die Tops und zusätzliche Zahlungen von den aktiven Spielern für alle gültigen Bedingungen dieses Spielers sowie zwei Punkte für das Ausscheiden.
Manche spielen das Fünfzehn-Karten-Pan, das in Minnesota beliebt wurde und allgemein als „Fifteen“ oder „Pip“ bezeichnet wird. Es funktioniert genauso wie das traditionelle Spiel, außer dass die Spieler zu Beginn fünfzehn Karten erhalten und zum Ausscheiden sechzehn Karten erforderlich sind.
Ein Spieler kann eine Hand nicht aufgeben, bis jemand ausscheidet. Wenn ein Spieler seine Hand vermasselt, bleibt er im Spiel und zahlt weiter, hat aber keine Chance mehr, selbst lohnende Kombinationen zu bilden.

## In der Populärkultur
Das Spiel kommt manchmal in Geschichten vor, die im amerikanischen Südwesten spielen. Eine Figur gibt in Roger Torreys „hardboiled“ Detektivgeschichte „42 Days for Murder“ aus dem Jahr 1938, die in Reno, Nevada spielt, ihre Meinung dazu ab:

„Ich sagte: „Diese beiden Typen kenne ich seit zehn Jahren. Sie sind Kartengeber. Ich kannte sie, als ich in Eureka arbeitete. Sie spielten dort ein Pan-Spiel.“
„Pan-Spiel?“, fragte Lester.
„Panguingi. Es ist wie Rommé, nur noch mehr. Wie eine Kreuzung zwischen Rommé und Coon-Can. Es ist Wahnsinn und langsamer Tod. Man kann nicht aufhören, es zu spielen, wenn man einmal angefangen hat, und das Haus bekommt das ganze Geld, weil sie das Spiel so stark kürzen.“
Lester log und sagte: „Ich verstehe!“ und Kewpie lachte und sagte: „Ich habe es gespielt. Ich hatte die ganze Zeit keinen Cent.““